# Rohlik.cz
Rohlik.cz (Velká pecka s.r.o.) je český internetový obchod s potravinami. Firma byla založena v roce 2014. Zboží prodávané tímto internetovým obchodem si lze zakoupit na webu či v mobilní aplikaci, poté si zákazník může zboží nechat dovézt, nebo si je vyzvednout na odběrovém místě. Za finanční rok končící 30. dubna 2023 vykázala společnost Velká pecka ztrátu 283 milionů korun při obratu 10,3 miliardy korun. Jediným společníkem je akciová společnost Rohlík Group, ve které má podíl 42 % zakladatel Rohlíku Tomáš Čupr. Konkurenty této společnost jsou Košík.cz, iTesco.cz a E-Coop.cz.

## Historie
Nejdříve působil v Praze a Brně, v roce 2017 expandoval do Plzně, Liberce, Ústí nad Labem, Hradce Králové a Pardubic. V roce 2018 do Olomouce. Je dostupný pro 2,5 milionu obyvatel v ČR. V tuto chvíli (2021) Rohlik rozváží také do Benešova, Příbrami, Jablonce n. N., Mělníka, Mladé Boleslavi, Nymburku, Poděbrad, Kolína, Kutné Hory, Litoměřic, Roudnice, n. L., Ústí n. L., Teplic, Jihlavy, Jičína, Břeclavi, Prostějova, Přerova, Olomouce, Kroměříže, Lipníku nad Bečvou, Zlína a Ostravy.
Dále Rohlik expandoval do Maďarska pod názvem Kifli.hu, Rakouska pod názvem Gurkerl.at a do Německa pod názvem Knuspr.de. V roce 2022 vstoupil na rumunský, italský a španělský trh. V těchto zemích působí pod názvem Sezamo.
Od května 2023 mohou přes kurýry firmy zákazníci také odeslat své knihy na prodej přes Knihobot.
Na konci února 2019 byly největšími vlastníky Velké pecky společnosti Rohlik.cz investment (71 %, jediný akcionář Tomáš Čupr), Enern Chili (13 %) a Miton Teleport (11 %).

## Kontroverze
V březnu 2017 bylo ve skladu internetového obchodu Rohlik.cz policií zadrženo 85 nelegálně zaměstnávaných zahraničních pracovníků. Již dříve zde bylo odhaleno 24 nelegálně zaměstnaných lidí, všichni byli poté vyhoštěni z ČR. V listopadu 2018 zde bylo znovu odhaleno dalších sedm nelegálních pracovníků.
V květnu 2019 Rohlik.cz pozastavil prodej chleba od firmy Penam ze svěřenského fondu premiéra Andreje Babiše, a to kvůli podezřelým dotacím z Evropské unie. Později však jeho prodej obnovil.
Kontroverze vyvolal v lednu 2022 nový systém obchodu na odměňování kurýrů, pracovníci se obávali snížení mezd, vznikaly různé petice, výzvy k založení odborů či stávce. Vedení společnosti nakonec v novém systému provedlo několik úprav a zakladatel společnosti Tomáš Čupr v dopise kurýrům vzkázal, že nikoho nenutí pro firmu pracovat a pokud se jim zde nelíbí, tak mohou pracovat kdekoliv jinde.
V březnu 2022 byla obchodu Rohlik.cz udělena anticena Velkého bratra, ta je udělována subjektům které nejvíce narušují soukromí lidí.